# Peter Levene
Peter Keith Levene, baron Levene de Portsoken (né le 8 décembre 1941) est un homme d'affaires qui est président de Lloyd's of London de 2003 à 2011 et Lord-maire de Londres de 1998 à 1999.

## Éducation
Il fait ses études à la City of London School, puis étudie à l'Université de Manchester où il obtient un diplôme en économie et en sciences politiques.

## Carrière
Lord Levene est président de Starr Underwriting Agents Limited. Auparavant, il est président de Lloyd's of London, le premier marché mondial spécialisé de l'assurance et de la réassurance, de 2002 à 2011, après avoir été vice-président de la Deutsche Bank. Avant cela, il est président de Bankers Trust et est auparavant à la fois chez Morgan Stanley et Wasserstein Perella. Il rejoint United Scientific Holdings en 1963, une petite entreprise qui devient un important fournisseur des ministères de la Défense du Royaume-Uni et d'outre-mer. Il est président de ce groupe, en 1981.
Par la suite, le secrétaire d'État à la Défense de l'époque, Michael Heseltine, lui demande d'être son conseiller personnel au ministère de la Défense, puis secrétaire permanent avec le poste de chef des achats de défense, poste qu'il occupe pendant six ans. En tant que directeur national de l'armement britannique, il est nommé président des directeurs nationaux européens de l'armement 1989-1990. Il occupe plusieurs postes gouvernementaux, en tant que Conseiller du Secrétaire d'État à l'Environnement ; du Président de la Chambre de Commerce ; et du Chancelier de l'Échiquier. Il est nommé conseiller du premier ministre (John Major) sur l'efficience et l'efficacité de 1992 à 1997, produisant un rapport intitulé Efficiency Scrutiny into Construction Procurement by Government. en 1996 . Au cours de cette période, il est également président du Docklands Light Railway, puis président et chef de la direction de Canary Wharf Ltd. Il est membre du conseil d'administration de J Sainsbury plc de 2001 à 2004 et de Total SA de 2005 à 2011, et président de General Dynamics UK Ltd jusqu'en 2019.
Il est conseiller municipal de la ville de Londres de 1994 à 2012 et shérif de Londres de 1995 à 1996. Il est lord-maire de Londres pour l'année 1998-99, poste dans lequel il préside la Corporation de la Cité de Londres, et soutient Londres en tant que centre financier international. Il est nommé Chevalier Commandeur de l'Ordre de l'Empire britannique (KBE) lors des honneurs du Nouvel An 1989 et créé pair à vie le 22 juillet 1997 en tant que baron Levene de Portsoken, de Portsoken dans la ville de Londres. Il siège en tant que crossbencher.
Lord Levene détient trois autres mandats d'administrateur non exécutif en plus de la souscription de Starr, en tant que président de Tikehau Capital Europe Ltd, et membre des conseils d'administration de Haymarket Media Group et de la China Construction Bank (Asie). Il est membre du comité des finances de la Chambre des Lords et membre du comité mixte sur la stratégie de sécurité nationale. Il est nommé par le secrétaire d'État à la Défense en juillet 2010 pour présider le Groupe de réforme de la défense, un organe mis en place pour examiner les propositions de changements de structure au sein du ministère britannique de la Défense. Cet organisme fait rapport en juin 2011 et ses recommandations sont maintenant mises en œuvre.

## Famille
Lord Levene est marié à Wendy, Lady Levene, qui est active dans de nombreux organismes de bienfaisance. Elle est administratrice du Musée juif. Elle souffre de polymyalgie rhumatismale et est administratrice de l'association caritative PMRGCA UK. En 1989, elle lance le HMS Argyll, un navire de guerre de la Royal Navy sponsorisé par la Worshipful Company of Paviors. Ils ont trois enfants - John Levene, né en 1968, Nicole Walsh, née en 1969, Tim Levene - né en 1973, et dix petits-enfants.